# 日本看護系学会協議会
一般社団法人日本看護系学会協議会（にほんかんごけいがっかいきょうぎかい、英名 Japan Association of Nursing Academies）は、看護系学会間の交流推進を図る団体。日本学術会議の日本学術会議第18期看護学研究連絡委員会の提案に基づき2001年に設立された。本部事務局を神奈川県藤沢市遠藤4411慶應義塾大学看護医療学部内に置く。

## 会員資格
正会員
- 日本学術会議協力学術研究団体の看護系学会で、役員会において入会を認められたもの[1]。

準会員
- 協議会の目的に賛同する学会で、入会を認められたもの[1]。

## 主な事業
- 大会・シンポジウム・研究発表会・講演会等の開催、会員相互の交流、学会誌・会報・ニュースレター・パンフレット等印刷物の刊行など[1]

## ニュースレター
- 『日本看護系学会協議会ニュースレター』

## 加盟学会
- 高知女子大学看護学会
- 聖路加看護学会
- 千葉看護学会
- 日本アディクション看護学会
- 日本運動器看護学会
- 日本家族看護学会
- 日本看護医療学会
- 日本看護管理学会
- 日本看護科学学会
- 日本看護技術学会
- 日本看護学教育学会
- 日本看護教育学学会
- 日本看護研究学会
- 日本看護診断学会
- 日本看護福祉学会
- 日本看護倫理学会
- 日本看護歴史学会
- 日本がん看護学会
- 日本救急看護学会
- 日本クリティカルケア看護学会
- 日本公衆衛生看護学会
- 日本災害看護学会
- 日本在宅ケア学会
- 日本手術看護学会
- 日本循環器看護学会
- 日本小児看護学会
- 日本助産学会
- 日本新生児看護学会
- 日本腎不全看護学会
- 日本精神保健看護学会
- 日本生殖看護学会
- 日本赤十字看護学会
- 日本創傷・オストミー・失禁管理学会
- 日本地域看護学会
- 日本糖尿病教育・看護学会
- 日本難病看護学会
- 日本放射線看護学会
- 日本母性看護学会
- 日本母子看護学会
- 日本慢性看護学会
- 日本ルーラルナーシング学会
- 日本老年看護学会